# Tz

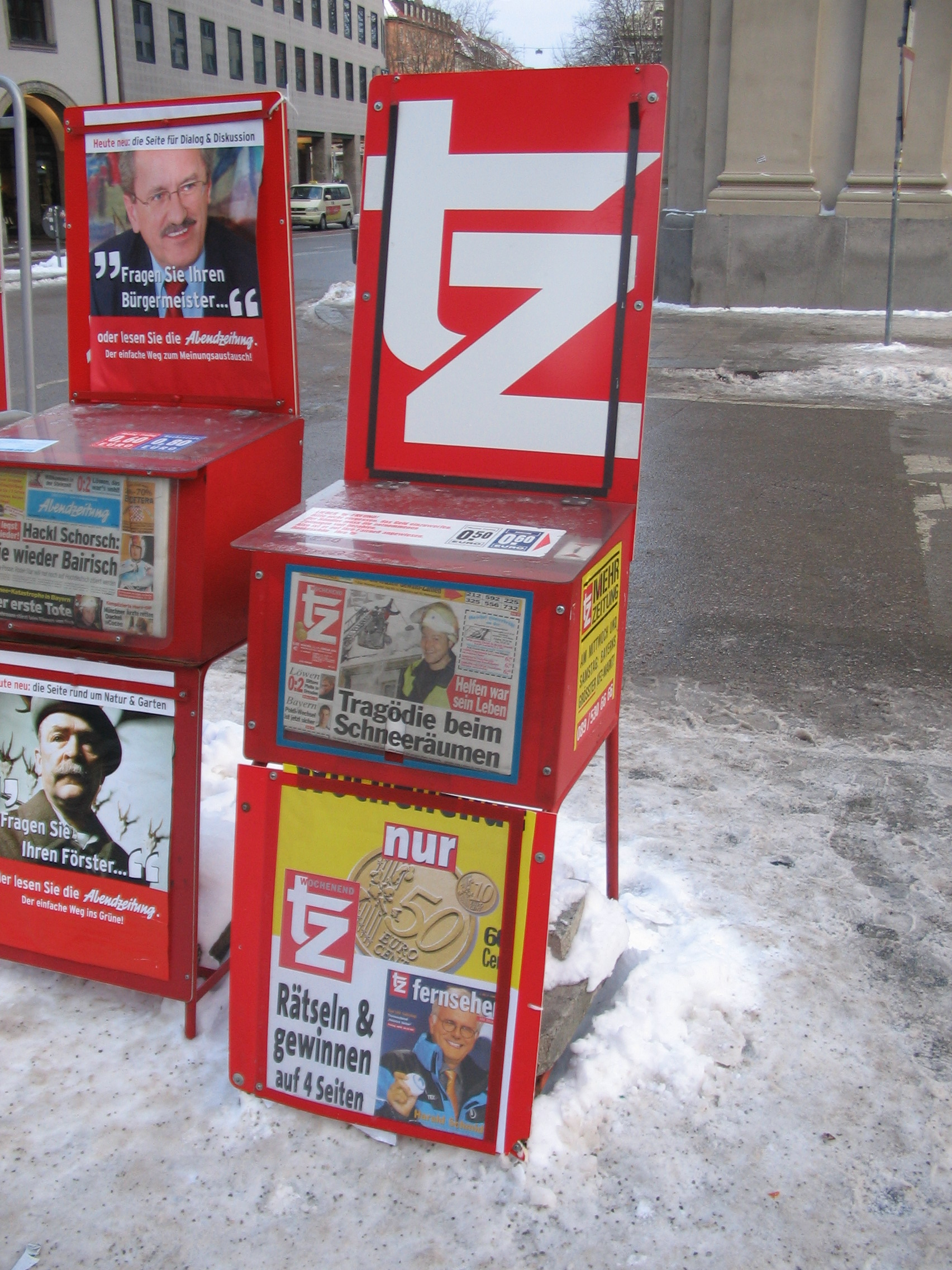
Zeitungskasten der tz, links Abendzeitung

Die tz (für Tageszeitung) ist eine Münchner Boulevardzeitung. Sie gehört zur Mediengruppe Münchner Merkur/tz des westfälischen Verlegers Dirk Ippen. Ihr Hauptverbreitungsgebiet ist München und die angrenzenden Teile Oberbayerns. Herausgeber sind der Münchner-Merkur-Eigentümer Dirk Ippen und Alfons Döser, der auch beim Oberbayerischen Volksblatt Geschäftsführer ist. Die verkaufte Auflage beträgt 71.573 Exemplare, ein Minus von 52,3 Prozent seit 1998.

## Geschichte
Die tz wurde 1968 als Ableger des Münchner Merkurs gegründet und ursprünglich als „Bayerns flotte Zeitung“ beworben. Von 1968 bis 1970 war der auch durch Fernsehsendungen bekannte Journalist Erich Helmensdorfer erster Chefredakteur des Blattes. Die tz stand primär in Konkurrenz zur Abendzeitung, dem Boulevardblatt aus dem Süddeutschen Verlag, aber auch der Münchner Ausgabe der Bild aus dem Berliner Axel Springer Verlag. Ursprünglich kostete die Zeitung, die wie der Merkur im Pressehaus Bayerstraße gemacht wird, 20 Pfennig.
1982 wurde die tz als Teil des Münchner Zeitungsverlags durch den westfälischen Verleger Dirk Ippen erworben.
Im Juni 2006 ging unter dem Namen tz Live eine Internetversion der Zeitung online. Im Februar 2008 wurde aus einer vormals statischen Seite das multimediale Nachrichtenportal tz-online.de. Seit 4. Dezember 2013 ist die Seite unter tz.de erreichbar und auch gestalterisch und technisch den Ansprüchen des mobilen Internet angepasst. Eine eigene Onlineredaktion beliefert das Portal täglich mit aktuellen Nachrichten. Der thematische Schwerpunkt liegt auf lokalen Nachrichten aus München und der Region Oberbayern sowie auf Sport- und Boulevardthemen. Die Nachrichtenseite tz.de wurde 2013 monatlich 40.806.290 Mal aufgerufen und erreicht 6.339.913 Besucher, davon 1.350.000 Unique User. Damit belegte tz.de Platz 19 unter den 50 größten deutschen Nachrichten-Websites.
Im Jahr 2016 entschied Verleger Ippen, die Lokalredaktionen von tz und Münchner Merkur zusammenzulegen. Die Entscheidung wurde seitens der Geschäftsleitung als Reaktion auf massiven Beilagen- und Anzeigenrückgang begründet, unter anderem vom Bayerischen Journalisten-Verband aber kritisiert, da sie einen Verlust an publizistischer Pluralität und journalistischer Vielfalt zur Folge habe. 2018 folgte der nächste Schritt zu einer Fusionierung der beiden Ippen-Blätter mit der Gründung einer Merkur tz Redaktions GmbH sowie der Zusammenlegung der Sportredaktionen von Münchner Merkur und tz.
Mit einem Preis von 1,10 Euro bzw. 1,30 Euro für die Wochenendausgabe zählt die tz zu den günstigsten Zeitungen in Deutschland (Stand Oktober 2022).

## Besitzverhältnisse
- Oberbayerisches Volksblatt Druck- und Verlagsgesellschaft mbH: 29,2 %
- Verlag des Westfälischen Anzeigers (Hamm): 26,4 %
- Magdalene Ippen: 24,99 %
- Süddeutscher Verlag GmbH: 12,5 %
- Verleger Alfons Döser: 6,9 %

(Quelle: Medium Magazin 10/2002)

## Auflage
Die tz hat wie die meisten deutschen Tageszeitungen in den vergangenen Jahren an Auflage eingebüßt. Die verkaufte Auflage ist in den vergangenen 10 Jahren um durchschnittlich 5 % pro Jahr gesunken. Im vergangenen Jahr hat sie um 7,7 % abgenommen. Sie beträgt gegenwärtig 71.573 Exemplare. Der Anteil der Abonnements an der verkauften Auflage liegt bei 31,3 Prozent.
| 1998   | 1999   | 2000   | 2001   | 2002   | 2003   | 2004   | 2005   | 2006   | 2007   | 2008   | 2009   | 2010   | 2011   | 2012   | 2013   | 2014   | 2015   | 2016   | 2017   | 2018   | 2019  | 2020  | 2021  | 2022  | 2023  | 2024  |
| ------ | ------ | ------ | ------ | ------ | ------ | ------ | ------ | ------ | ------ | ------ | ------ | ------ | ------ | ------ | ------ | ------ | ------ | ------ | ------ | ------ | ----- | ----- | ----- | ----- | ----- | ----- |
| 150060 | 147043 | 151279 | 152809 | 154026 | 154695 | 158354 | 155007 | 150980 | 150118 | 145038 | 146255 | 140093 | 139099 | 132741 | 132114 | 120147 | 116486 | 109263 | 109011 | 102131 | 98116 | 91464 | 89480 | 81004 | 77523 | 71573 |